# Лазар Серафимов
Лазар Серафимов или Хаджисерафимов (изписване до 1945 година: Лазаръ хаджи Серафимовъ) е български учител и революционер, деец на Вътрешната македоно-одринска революционна организация.

## Биография
Роден е през 1869 година в Тетово, тогава в Османската империя. Става учител и е директор на българската прогимназия в Кочани. Същевременно се занимава с революционна дейност. По време на Драмчевската афера от март 1905 година е арестуван от османските власти. Осъден е на десет години строг тъмничен затвор от Скопския окръжен съд за революционна дейност и първоначално е затворен в Куршумли хан, а след това в новия затвор Калето в Скопие, където се побърква. Освободен е след Младотурската революция в юли 1908 година.
Автор е на ценно изследване за българските национални борби в Тетовско – „Тетовско и дейците по възражданието му“, издадено в 1900 година в Пловдив. А също и на „Лешочки манастир, Тетовско“(1900, Солун).
През 1925 година е в ръководството на Пернишкото македонско благотворително братство.